# Sterculia cuneifolia
Sterculia cuneifolia är en malvaväxtart som beskrevs av Friedrich Anton Wilhelm Miquel. Sterculia cuneifolia ingår i släktet Sterculia och familjen malvaväxter. Inga underarter finns listade i Catalogue of Life.